# جسر بحري

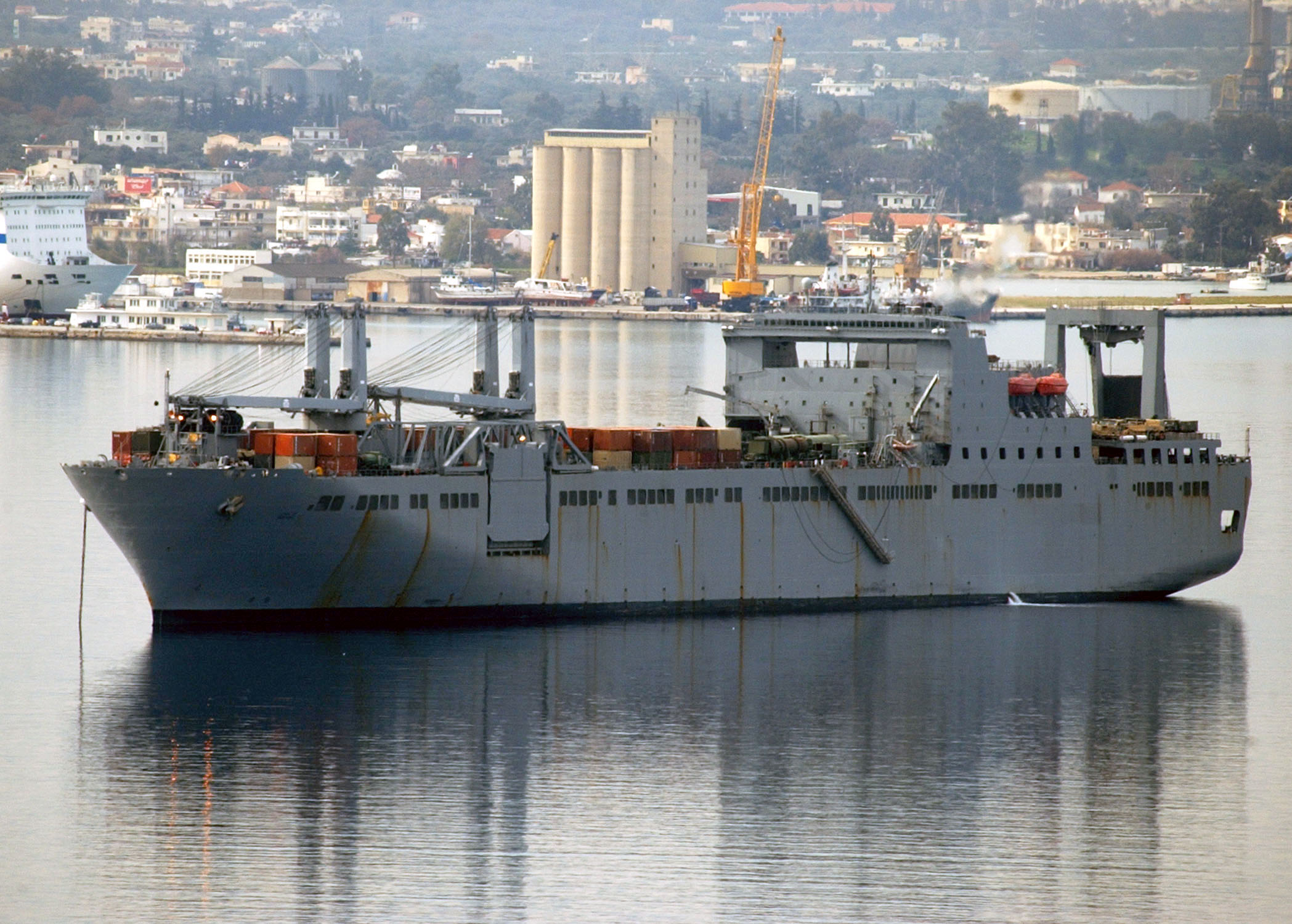
يو إس إن إس بوب هوب، وهي سفينة غير مقاتلة مأهولة من قبل بحارة مدنيين تحت قيادة البحرية الأمريكية للنقل البحري، وتستخدم في التمركز المسبق للدبابات والشاحنات وغيرها من الإمدادات اللازمة لدعم لواء ثقيل بالجيش.

جسر بحري هو مصطلح يستخدم في الغالب في الخدمات اللوجستية العسكرية ويشير إلى استخدام سفن الشحن لنشر الأصول العسكرية، مثل الأسلحة والمركبات والأفراد العسكريين والإمدادات. وهي تكمل وسائل النقل الأخرى، مثل النقل الجول الاستراتيجي (جسر جوي)، من أجل تعزيز قدرة الدولة على إبراز قوتها.
ينقسم الجسر البحري إلى ثلاث فئات عامة: ناقلات البضائع الجافة وناقلات السوائل وسفن الركاب أو القوات. أثناء العمليات المشتركة، يجوز لسفن البضائع الجافة نقل المعدات والإمدادات اللازمة لإجراء العملية واستدامتها؛ صهاريج تحمل الوقود بينما تنقل سفن الركاب والقوات الأفراد إلى مسرح العمليات وتسمح بإجلاء غير المقاتلين أو أولئك الذين يحتاجون إلى مساعدة طبية.
يمكن أيضًا تقسيم الجسرالبحري إلى استراتيجي وتكتيكي.  النقل البحري الاستراتيجي هو نقل المركبات والمعدات إلى منطقة انطلاق مجهزة بمرافق الميناء، مع وصول الأفراد بوسائل أخرى. يحدث النقل البحري التكتيكي عندما تحمل السفينة أفرادًا مع المركبات والمعدات، وتكون قادرة على نشرهم بشكل مباشر وعملي، كما هو الحال في هجوم برمائي.
في حين أن السفن أبطأ من نظيراتها المحمولة جواً وقد تتطلب مرافق الموانئ لتفريغ حمولتها، فإن سعتها الأكبر تسمح لها بنقل القوات المدرعة الثقيلة أو الإمدادات الضخمة التي لا يمكن إلا لأكبر الرافعات الجوية الإستراتيجية (مثل لوكهيد سي5 جلاكسي) التعامل معها بشكل طبيعي، وبكميات أكبر بكثير.
قد تشمل قدرات النقل البحري للدولة السفن التي يديرها المدنيون والتي تعمل عادة بموجب عقد، ولكن يمكن استئجارها أو الاستيلاء عليها خلال أوقات الضرورة العسكرية لتكملة الأساطيل البحرية المملوكة للحكومة. قامت بعض القوات البحرية الأصغر ببناء سفن متعددة الأدوار تجمع بين الجسر البحري وقدرات أخرى، مثل فرقاطة الدوريات أو سفينة القيادة والسيطرة.ومن الأمثلة على ذلك كل من السفينة أبسالون للبحرية الملكية الدنماركية والسفينة متعددة الأدوار التابعة للبحرية الملكية النيوزيلندية إتش إم إن زد سي كانتربري.

## الاستخدام المدني
يشير الجسر البحري إلى إعادة إمداد المجتمعات المعزولة بالوقود ومواد البناء والمواد الغذائية والمركبات والسلع الأخرى. هذه هي الطريقة الأكثر شيوعًا المستخدمة في المجتمعات الساحلية في شمال كندا نظرًا لانخفاض التكلفة والسعة الأكبر للسفن مقارنة بالطائرات. يحدث جسر بحري سنويًا في القطب الشمالي، وعادة ما يتم إجراء الجسر البحري بين شهري يوليو وأكتوبر، عندما يكون البحر خاليًا من الجليد.
عادةً ما يتم استخدام نوعين من السفن، سفينة الشحن الأقدم وزورق القطر الأكثر شيوعًا. بينما يقوم كلا النوعين أيضًا بنقل الصنادل، فإن سفينة الشحن تنقل البضائع أيضًا على ظهر السفينة. لا تمتلك معظم مجتمعات القطب الشمالي منفذًا ورافعات لتفريغ الإمدادات ولكن قد يكون لديها رصيف بسيط. في حالة عدم وجود رصيف في المجتمع المحلي، يجب أن ترسو السفينة بنفسها أو على المراكب. يتم بعد ذلك إخراج الإمدادات بواسطة الرافعة الشوكية التي يتم حملها أيضًا على متن السفينة. يتم استخدام الجزء الداخلي من الصنادل لنقل الوقود ويتم نقل الإمدادات الأخرى في حاويات على سطح السفينة.